# Szemerényi Oszvald
Szemerényi Oszvald (London, 1913. szeptember 7. – Freiburg im Breisgau, 1996. december 29.) akadémikus, nyelvész, etimológus, a balti-szláv hipotézis megteremtője.

## Pályafutása
Tanulmányait a Pázmány Péter Tudományegyetemen, Heidelbergben, illetve Berlinben végezte. Nagy hatással volt rá Laciczius Gyula. 1944-ben nevezték ki az Pázmány Péter Tudományegyetem magántárának. 1944-ben védte meg a balti-szláv hipotézist tartalmazó doktori értekezését. 1947-től az indoeurópai összehasonlító nyelvészet tanszékvezető professzora. 1948-ban Angliába emigrált. 1960-ig a londoni Bedford College tanára. 1965 és 1981 között a freiburgi Albert Ludwig Egyetemen az indoeurópai összehasonlító nyelvészet professzora. Freiburgban megalapította a Freiburgi Nyelvtudományi Kört a Budenz-kör mintájára.